# Gaston Lachaise

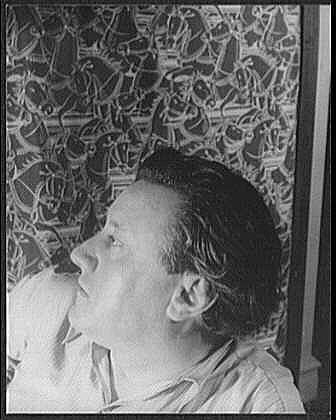
Gaston Lachaise abgelichtet von Carl van Vechten, 1934

Gaston Lachaise (* 19. März 1882 in Paris; † 18. Oktober 1935 in New York City) war ein französisch-US-amerikanischer Bildhauer.
Lachaise, der im ersten Drittel des 20. Jahrhunderts tätig war, ist in Europa wenig bekannt. Schon in jugendlichem Alter faszinierte er die französische Kunstszene. Doch die Liebe führte ihn nach Übersee, wo er, im Geiste des Jugendstil erzogen, zum Vorreiter des amerikanischen Modernismus wurde.

## Leben
Gaston Lachaise wurde 1882 in Paris als Sohn eines Tischlers der vornehmen Gesellschaft geboren. Bereits mit dreizehn Jahren begann er, sich mit Bildhauerei zu beschäftigen. Drei Jahre später ließ man ihn zur École nationale supérieure des beaux-arts de Paris zu. Dort erlernte er die klassischen Techniken der Bildhauerei und erntete bald großen Erfolg. Von einer Büste, die Lachaises Schwester Ally darstellte, waren seine Lehrer so bezaubert, dass sie ihn zum jährlich stattfindenden Salon des Artistes Français, der bedeutendsten Leistungsschau bildender Kunst seinerzeit, entsandten. 
Sein künstlerisches Schicksal, sein Erfolg schienen vorbestimmt, bis er zwischen 1901 und 1903 in Paris der verheirateten Franco-Kanadierin Isabel Dutaud Nagle begegnete. Eine Liebesbeziehung entwickelte sich zwischen dem 23-jährigen und der um zehn Jahre älteren verheirateten Frau. In seiner Autobiographie schrieb Lachaise 1928 über Isabel: „Sie ist meine primäre Inspiration gewesen, die in mir Visionen weckte und der führende Einfluss, der meine Kräfte gelenkt hat. Die ganze Zeit war „Die Frau“ und diese Person für mich ein untrennbares Ganzes.“

Lachaise brach sein Studium ab und folgte ihr 1906 in die USA. Um seine Überfahrt bezahlen zu können, arbeitete er fast ein Jahr als „Hilfsarbeiter“ für den französischen Glaskünstler René Lalique.

### In der Neuen Welt
Sein Leben als Assistent von Künstlern setzte sich auch in der Neuen Welt fort. Er kaufte ein Sommerhaus mit Atelier in Georgetown, Maine. Drei Jahre lang war er für die Details an Denkmälern für den Sezessionskrieg zuständig, auf die sich der britische Bildhauer Henry Hudson Kitson spezialisiert hatte. In seiner freien Zeit schuf er eine Unzahl von winzigen üppigen Tonstatuen von Isabel, die er „ma belle“ (meine Schöne) nannte. 

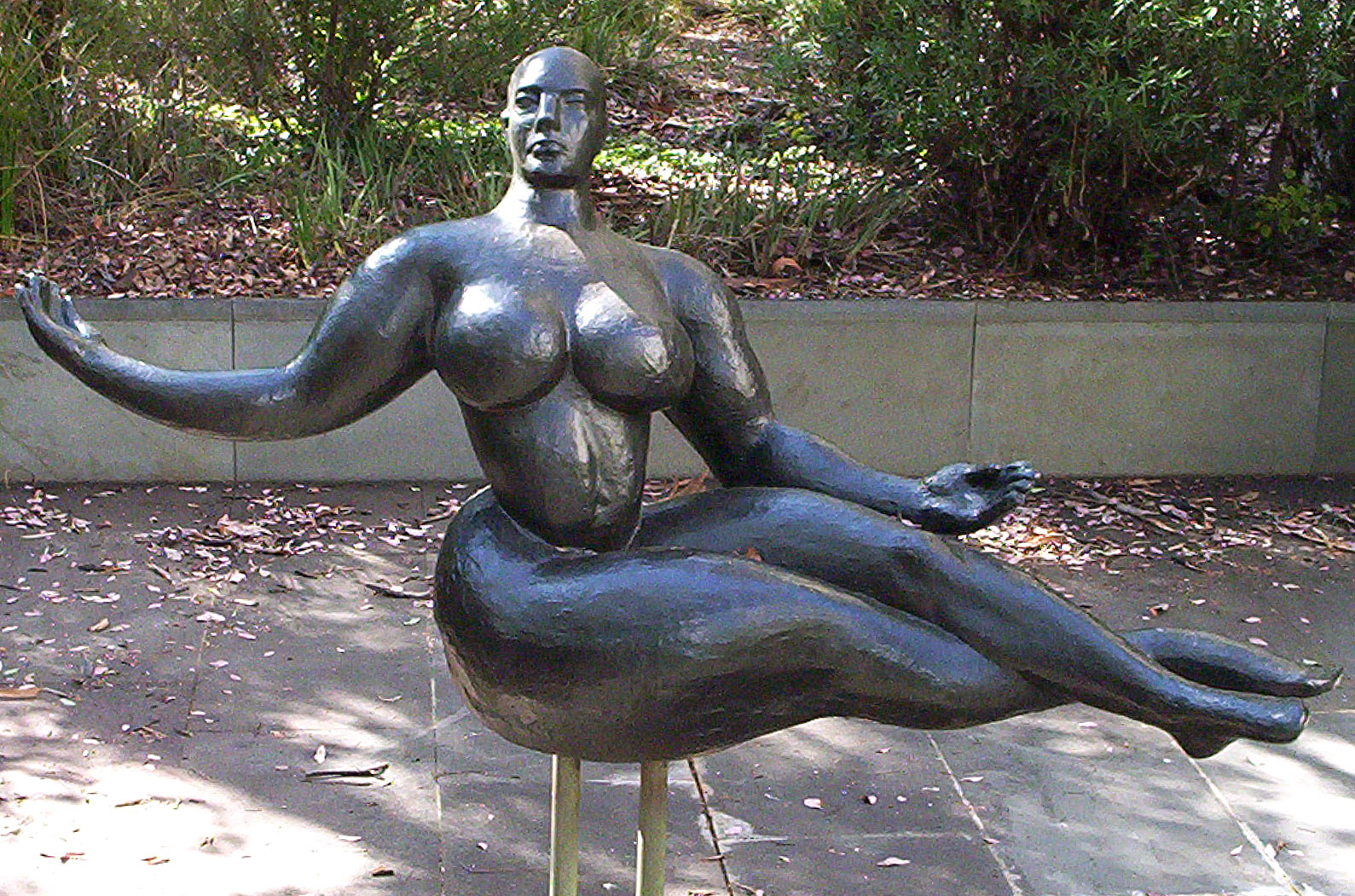
Floating Figure im Skulpturenpark der National Gallery of Art in Canberra

### Durchbruch

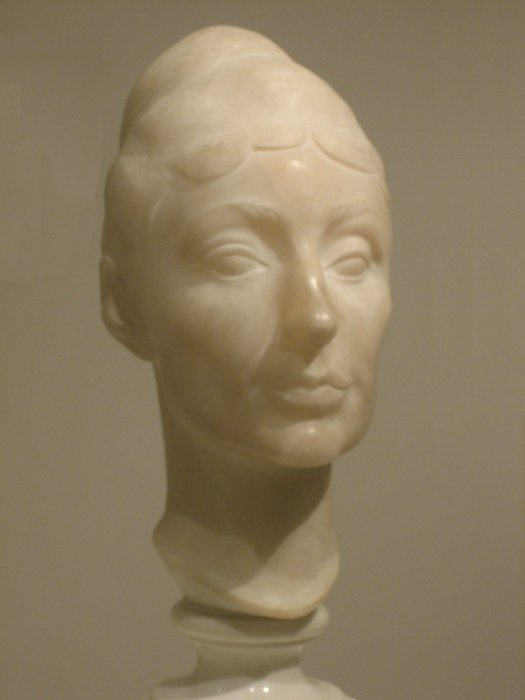
Gaston Lachaise: Büste von Georgia O’Keeffe, 1927

Öffentliche Aufmerksamkeit erzielte seine 1913 geschaffene Statuette „Nackte Frau mit Mantel“. Er erhielt in der Folge zahlreiche Auftragsarbeiten aller Art; bekannt geworden ist er aber durch die Huldigungen an seine große Liebe Isabel: Torsi und teilweise überlebensgroße Statuen mit breiten Hüften, großen Brüsten, dünnen Beinen und kleinen Füßchen. Ihre zierliche Gestalt wurde in den Händen von Lachaise zum Körper einer Überfrau, zum Ideal der Weiblichkeit und Wollust. Lachaises Kunst war für das Amerika jener Zeit unvorstellbar provokativ. Die offene Darstellung alltäglicher, nicht idealisierter Nacktheit, die unverhüllte Erotik seiner Figuren erhitzte die Gemüter. 
Seine späten Werke waren geprägt von der Verherrlichung weiblicher Fleischlichkeit, von der Übertreibung bestimmter Körperpartien; sie sind in Bronze gegossene Zeugnisse einer Besessenheit von weiblicher Sexualität. Im Laufe seiner künstlerischen Laufbahn wurden seine Statuen immer weniger Abbild Isabels, entwickelten sich zu Abbildungen der Erfahrung der inbrünstigen Liebe zu ihr. 
Er war der erste lebende Künstler, dessen Werk in einer Retrospektive vom Museum of Modern Art in New York im Jahre 1935 ausgestellt wurde. Kurz nach der Ausstellungseröffnung starb er völlig unerwartet.

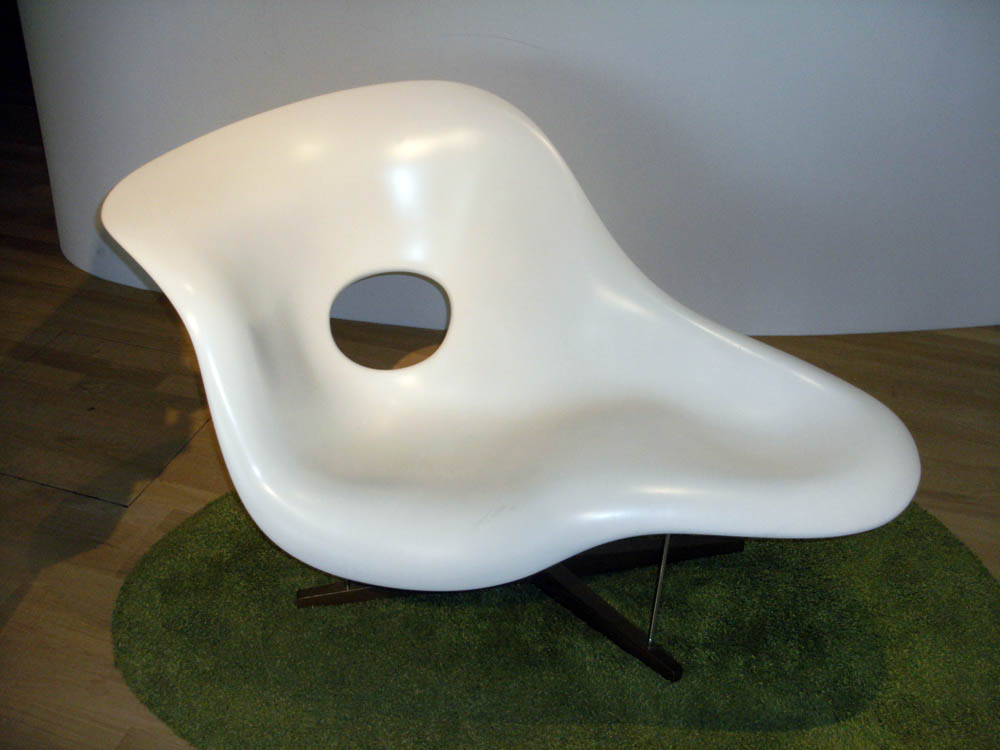
„LA CHAISE“

Im Jahr 1948 entwarf das Designerehepaar Charles und Ray Eames eine noch heute von Vitra produzierte Liege in formaler Anlehnung an seine Skulptur „Nackte Frau mit Mantel“ und benannte sie als Hommage „LA CHAISE“.